# Lotte
Lotte Group (ロッテグループ rottegurūpu); tiếng Hàn: 롯데 그룹) là một tập đoàn đa quốc gia có trụ sở chính được đặt tại Hàn Quốc và Nhật Bản. Lotte do doanh nhân người Hàn Quốc Shin Kyuk-ho thành lập lần đầu tiên vào tháng 6 năm 1948 tại Tokyo. Từ Tokyo, Lotte mở rộng sang Hàn Quốc với việc thành lập của Lotte Confectionery tại Seoul vào ngày 3 tháng 4 năm 1967 và cuối cùng phát triển trở thành tập đoàn kinh doanh đa ngành có quy mô lớn thứ 5 của Hàn Quốc.
Lotte Group bao gồm hơn 100 đơn vị kinh doanh với hơn 100.000 nhân công tham gia vào các ngành công nghiệp khác nhau như sản xuất bánh kẹo, đồ uống, khách sạn, thức ăn nhanh, bán lẻ, dịch vụ tài chính, hóa chất, điện tử, công nghệ thông tin, xây dựng, xuất bản và giải trí. Hoạt động chủ yếu của Lotte được gia đình chủ tịch Shin quản lý ở Nhật Bản và Hàn Quốc với các doanh nghiệp khác tại Trung Quốc, Đông Nam Á, Ấn Độ, Hoa Kỳ, Anh, Nga, Pakistan và Ba Lan (Lotte mua lại công ty bánh kẹo lớn nhất của Ba Lan là Wedel từ Kraft Foods vào tháng 6 năm 2010). Ngày nay, Lotte là nhà sản xuất bánh kẹo lớn nhất tại Hàn Quốc, và là lớn nhất thứ ba ở Nhật Bản sau Meiji Seika và Ezaki Glico về doanh số bán hàng nếu chỉ tính riêng mảng kinh doanh bánh kẹo.

## Lịch sử
Lotte được thành lập vào tháng 6 năm 1948 tại Tokyo bởi doanh nhân người Hàn Quốc Shin Kyuk-ho chỉ hai năm sau khi ông tốt nghiệp trường trung học Waseda Jitsugyo (早稲田 実業). Ban đầu được gọi là Lotte Co., Ltd, công ty đã phát triển từ việc bán kẹo cao su cho trẻ em ở Nhật Bản sau Thế chiến 2 để rồi trở thành một công ty đa quốc gia lớn.

## Điều hành
Lotte Corporation đặt trụ sở chính ở Myeongdong, Seoul và Lotte Holdings Co., Ltd. ở Shinjuku, Tokyo. Tập đoàn được điều hành bởi các thành viên trong gia tộc nhà Shin.

## Tên gọi
Tên gọi Lotte được nhà sáng lập Shin Kyuk-ho đặt ra, lấy cảm hứng từ nữ anh hùng Charlotte trong tiểu thuyết Nỗi đau của chàng Werther (năm 1774) của nhà văn người Đức Johann Wolfgang von Goethe (Charlotte cũng là tên một thương hiệu mới của các rạp chiếu phim cao cấp do Lotte điều hành). Lotte mong muốn trở thành một doanh nghiệp nhận được sự yêu mến, tín nhiệm của mọi người giống như nhân vật chính trong truyện, nàng Charlotte xinh đẹp, tài giỏi. Khẩu hiệu tiếp thị hiện tại của Lotte tại Nhật Bản là "The sweetheart of your mouth, Lotte" (お口の恋人, ロッテ Okuchi no koibito, Rotte).

## Kinh doanh

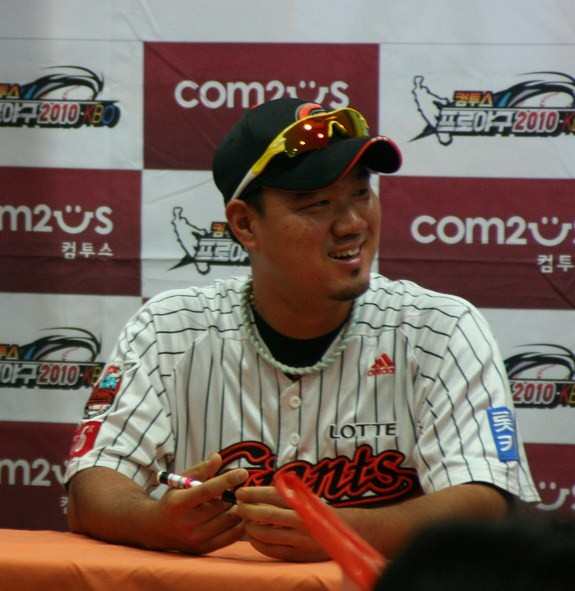
Song Seung-Jun, cầu thủ ném bóng chủ công cho đội Lotte Giants.

Các mặt hàng kinh doanh lớn của Lotte tập trung vào sản xuất – chế biến: thực phẩm, mua sắm trực tuyến, tài chính, xây dựng, công viên giải trí, khách sạn, thương mại, dầu mỏ và thể thao.

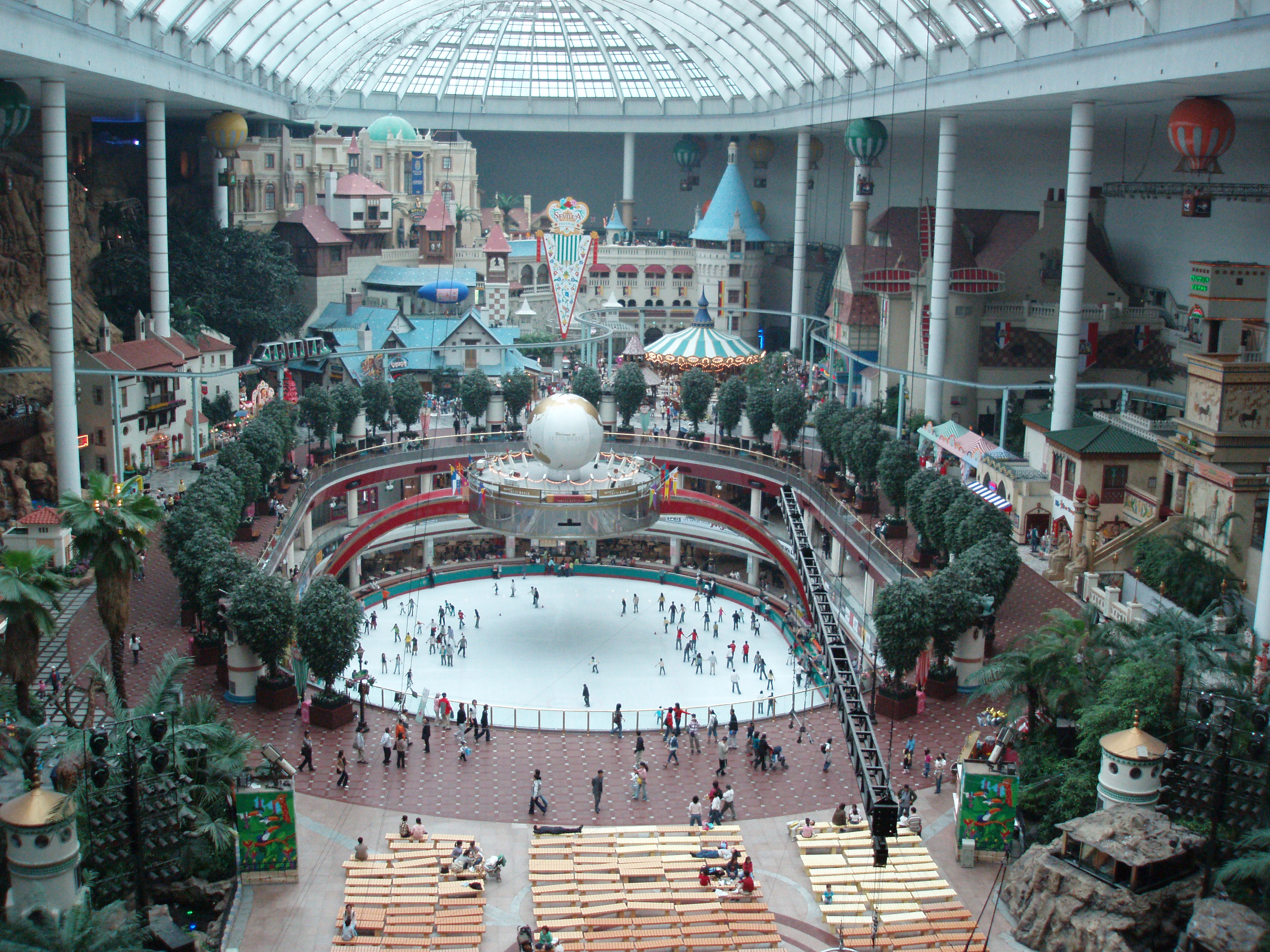
Lotte World tại Seoul.

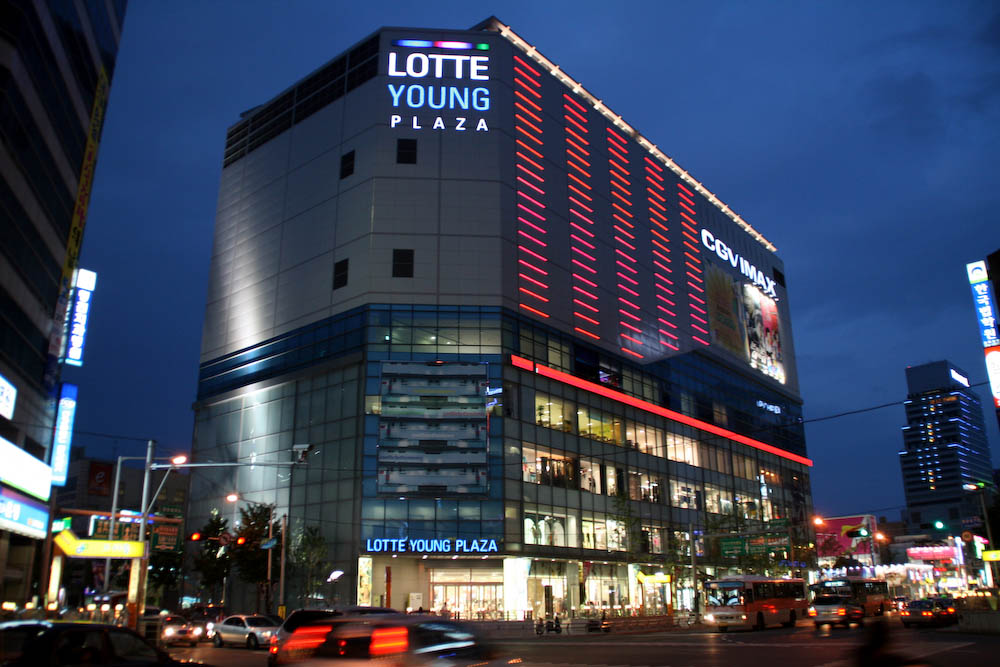
Lotte Young Shopping Plaza tại Daegu, Hàn Quốc.

- Sản xuất chế biến thực phẩm: Lotte Confectionery, Lotte Chilsung, Lotteria, E.Wedel, Lotte Ham/Lotte Milk, Lotte Samkang, Angel-in-us, TGI Fridays (nhượng quyền Hàn Quốc), Swiss Boulangerie, Lotte Cool, Lotte Fresh Delica, Lotte Pharm., Lotte Shopping Food Division, Lotte Kolson (Pakistan)
- Mua sắm: Lotte Duty Free,[6] Lotte Shopping,[7] Lotte Mart, Lotte Department Store, LOTTE.vn[8], Lotte-Assi Plaza[9]
- Giải trí: Lotte Cinema, Lotte Entertainment (đầu tư và phân phối các bộ phim trong nước và quốc tế)
- Tài chính: Lotte Insurance, Lotte Card, Lotte Capital
- Nhà đất: Khu phức hợp căn hộ Lotte Castle High Rise
- Công viên giải trí: Lotte Cinema, Lotte World ở Seoul, một trong những công viên giải trí trong nhà lớn nhất thế giới
- Khách sạn: Lotte World Tower – tòa nhà chọc trời ở Seoul, Hàn Quốc, năm 2014 và Busan Lotte World Tower cao chọc trời ở Busan, năm 2013, Lotte City Hotel ở Daejeon, Lotte New York Palace Hotel ở thành phố New York (Mỹ),...
- Thương mại: Lotte international[10]
- Công nghệ thông tin / Điện tử: Korea Fuji Film, Lotte Canon, Lotte IT, Lotte.com, Mobidomi
- Hóa chất nặng / xây dựng / máy móc: Honam Petrochemical,[11] KP Chemical,[12] Lotte Engineering & Construction, Lotte Engineering & Machinery, Lotte Aluminum
- Cho thuê xe hơi: Lotte rent-a-car[13]

### Thể thao
Lotte cũng sở hữu hai đội bóng chày
- Chiba Lotte Marines ở Nhật Bản (1971–nay)
- Lotte Giants ở Busan, Hàn Quốc (1982–nay)

### Trung tâm Lotte R&D
- Trung tâm R&D Hàn Quốc: 23,4-ga, Yangpyeong-dong, Yeongdeungpo-gu, Seoul, Hàn Quốc
- Trung tâm R&D Nhật Bản: Saitama, Nhật Bản

## Bê bối tham nhũng
Vào tháng 6 năm 2016, các công ty của tập đoàn đã bị các công tố viên Hàn Quốc điều tra về việc lập quỹ đen và vi phạm lòng tin liên quan đến giao dịch giữa các công ty con. Cuộc điều tra đã buộc đơn vị Lotte Hotel từ bỏ việc chào bán lần đầu ra công chúng và Lotte Chemical Corp rút khỏi việc đấu thầu cho Axiall Corp. Phó chủ tịch Lee In-won được tìm thấy đã chết vào tháng 8 cùng năm đó. Ông ta bị tình nghi tự sát chỉ vài giờ trước khi bị các công tố viên thẩm vấn. Lee được xem là trợ thủ hàng đầu của chủ tịch Shin Dong-bin.